# Nicasio Maciel
Nicasio Maciel, apodado Arbolito, fue un jefe ranquel (en ocasiones denominado cacique) del territorio argentino. Fue aliado a las tropas federales de Juan Manuel de Rosas.
No sabemos si Arbolito o Nicasio fueron la misma persona. Esa discusión no tiene mayor trascendencia. Sí nos parece importante destacar que el ajusticiamiento de Rauch no fue solamente la obra de 'un indio joven, apuesto, alto, de pelo largo'. No creemos que haya sido la respuesta individual de un peñi más indignado que el resto. Pensamos que fue la reacción calculada y premeditada de al menos, dos lonko y sus respectivos kona, que vieron en las luchas intestinas de los winka la posibilidad de frenar las usurpaciones territoriales que desde el mismísimo 1810, los argentinos estaban perpetrando contra ellos y sus hermanos. Quizá haya sido 'el querido indio Arbolito' el 'héroe de las pampas' que supone Don Osvaldo. Pero los héroes históricos que el pueblo mapuche ha consagrado son Leftraro, Kawpolikan, Pelantraro, Lientur, Kalfükura, Kilapan, Pincen, Baigorrita y tantos otros.

## Su fama
Es conocido por haber lanceado y dado muerte al coronel Federico Rauch en el combate de las Vizcacheras, en 1829.
El historiador Osvaldo Bayer  da una versión poética de la historia en que lo describe como

un indio joven, apuesto, alto de pelo largo, al que metafóricamente llamaban Arbolito.

También afirma que Arbolito esperó a Rauch en una hondonada y que fue él quién lo boleó y le cortó la cabeza.
Otras versiones apuntan que habría sido el cabo de Blandengues Manuel Andrada quien le boleó el caballo y el indio Nicasio Maciel quien lo ultimó.

### Homenajes
- Arbolito también es una banda argentina de folk-rock que utiliza su nombre como homenaje al cacique.

- La Escuela Especial N° 503, de Azul, en la Provincia de Buenos Aires, que se llamaba anteriormente General Roca, fue renombrada Arbolito.

- En mayo de 2013, en la ciudad de Vedia, en la Provincia de Buenos Aires, la calle que hasta entonces se llamaba Federico Rauch fue renombrada como "Cacique Arbolito".

- El 9 de agosto de 2022 en el marco del día internacional de los pueblos originarios (indígenas según la ONU), en la localidad de Coronel Vidal Arbolito, se emplazó una escultura de Nicasio Maciel "el indio arbolito" en el acceso por ruta 55 y boulevard Balcarce